# Jean-Claude Michéa
Jean-Claude Michéa, född 1950, är en fransk filosof och pensionerad professor i filosofi. Han har skrivit flera böcker utifrån George Orwells tankar och verk. Han är känd för sina ställningstaganden emot de dominerande strömningarna inom vänstern som, enligt honom, har förlorat sin anda av antikapitalistisk kamp för att bereda plats för den "progressiva religionen".